# Azaghal (banda)
Azaghal es una banda de black metal originaria de Finlandia.

## Historia
Formada en 1995 por Narqath y Kalma, aunque en un principio habían llamado a la banda "Belfegor" pero tiempo después le cambiaron el nombre a Azaghal debido a que en Austria ya existía una banda llamada "Belphegor".
En un lapso de 2 años se grabaron 3 Demos y un EP 7" con el cual debutaron y que fue lanzado con el sello "Aftermath Music".

## Discografía

### Discos de estudio
| Año  | Album                    |
| ---- | ------------------------ |
| 1999 | Mustamaa                 |
| 1999 | Helvetin Yhdeksän Piiriä |
| 2002 | Of Beasts and Vultures   |
| 2004 | Perkeleen Luoma          |
| 2005 | Codex Antitheus          |
| 2006 | Luciferin Valo           |
| 2008 | Omega                    |
| 2009 | Teraphim                 |
| 2012 | Nemesis                  |

### Demos
| Año  | Demo                  |
| ---- | --------------------- |
| 1998 | Noituuden Torni       |
| 1998 | Kristinusko Liekeissä |
| 1998 | Rehearsal-Demo I      |
| 2001 | Black Terror Metal    |

### Recopilaciones
| Año  | Título             |
| ---- | ------------------ |
| 2001 | DeathKult MMDCLXVI |
| 2001 | Ihmisviha          |

### EP
| Año  | Título         |
| ---- | -------------- |
| 2001 | Helwettiläinen |
| 2003 | Kyy            |